# Bay City (Michigan)
Bay City é uma cidade localizada no estado americano de Michigan, no Condado de Bay. A cidade foi fundada em década de 1830, e incorporada em 1865. Em 1980, a população da cidade era de 41 593 habitantes, e em 1990, de 38 366 habitantes. É conhecida por ser a cidade onde nasceu a Pop-star Madonna, em 16 de agosto de 1958.

## Demografia
Segundo o censo americano de 2000, a sua população era de 36.817 habitantes. 
Em 2006, foi estimada uma população de 34.449, um decréscimo de 2368 (-6.4%).

## Geografia
De acordo com o United States Census Bureau tem uma área de 
29,4 km², dos quais 27,0 km² cobertos por terra e 2,4 km² cobertos por água. Bay City localiza-se a aproximadamente 182 m acima do nível do mar.

## Localidades na vizinhança
O diagrama seguinte representa as localidades num raio de 16 km ao redor de Bay City. 

## Curiosidades

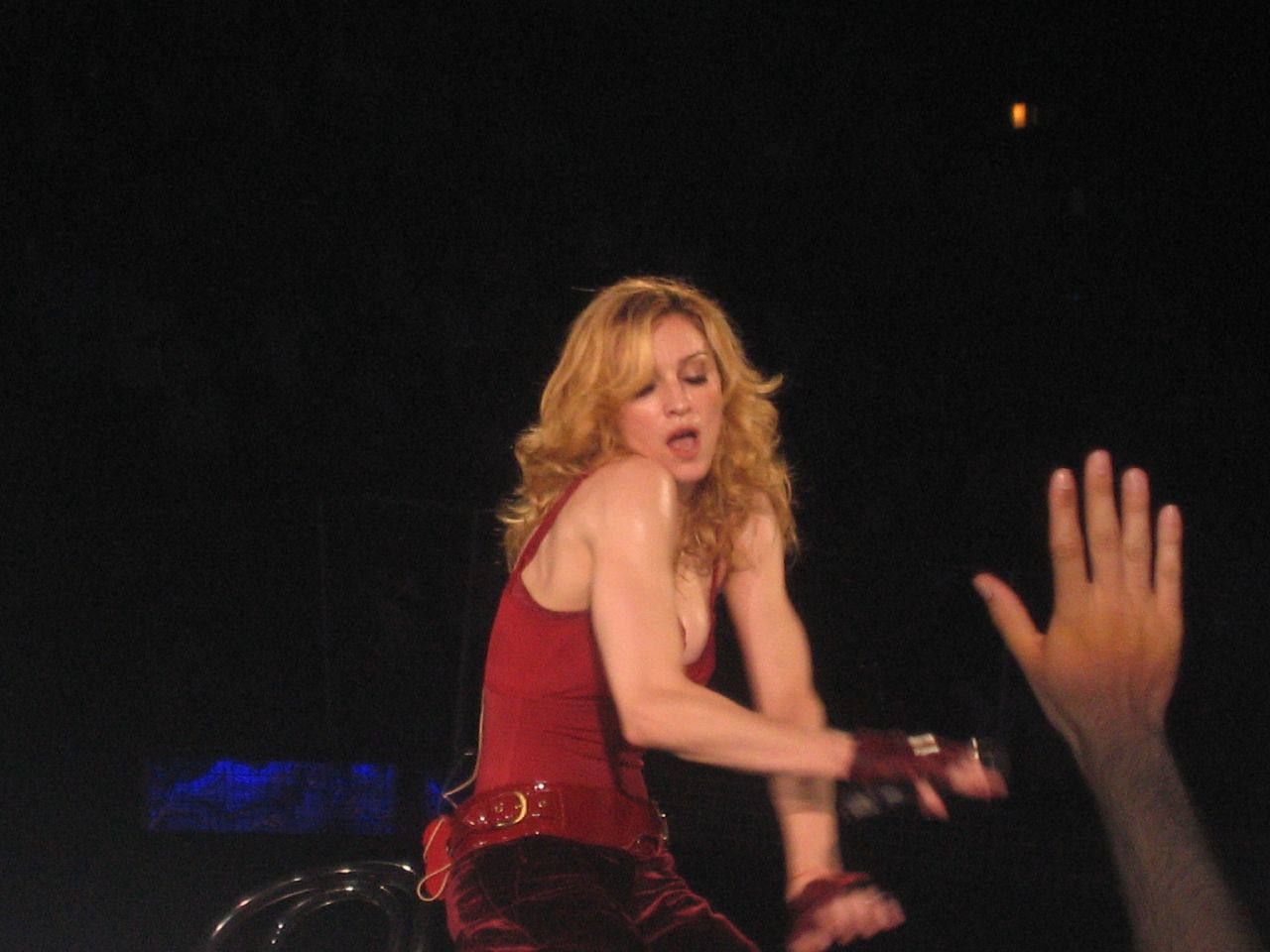
A cantora Pop Madonna é originária desta cidade.

A cantora, compositora, atriz, dançarina, empresária e produtora musical e cinematográfica norte-americana Madonna, nasceu nesta cidade no ano de 1958.